# Maeil Broadcasting Network
Maeil Broadcasting Network (MBN) ist ein südkoreanischer Kabelfernsehsender in Seoul.
Die Erstausstrahlung erfolgte am 23. September 1993 als Mail Business TV. Im März 2011 erfolgte die Umbenennung zur heutigen Bezeichnung.
MBN gehört zur Wirtschaftszeitung Maeil Gyeongje Sinmun (매일경제신문 ‚Wirtschaftstageszeitung‘).